# جوليان ميلر
جوليان ميلر (بالإنجليزية: Julian Howell Miller)‏ (و. 1890 – 1961 م) هو عالم نبات، من الولايات المتحدة الأمريكية، ولد في واشنطن العاصمة، توفي في أثينا، عن عمر يناهز 71 عاماً.